# 奥内
奥内（法語：Onex）是瑞士日内瓦州的一座城市，位于日内瓦市西南，罗讷河左岸。
截至2009年底，奥内共有居民17202人。

## 友好城市
- 法國 邦多勒

## 外部連結
- （法文）奥奈官方网站